# Rakowa (Polska)
Rakowa – wieś w Polsce położona w województwie podkarpackim, w powiecie sanockim, w gminie Tyrawa Wołoska. 
| SIMC    | Nazwa    | Rodzaj    |
| ------- | -------- | --------- |
| 0361330 | Tarnawka | część wsi |

W latach 1975–1998 miejscowość administracyjnie należała do województwa krośnieńskiego.

## Historia
Do 1772 ziemia sanocka, województwo ruskie w I Rzeczypospolitej. W latach 1772–1914 powiat sanocki, pow. podatkowy Bircza, pod zaborem austriackim w prowincji Królestwo Galicji i Lodomerii, od 1918-1939 w II Rzeczypospolitej.
W połowie lt 50. XIX wieku właścicielami posiadłości tabularnej w Rakowej byli Michał i Marian Chylińscy, następnie w latach 60., 70, 80, właścicielem był Marian Chyliński. Według stanu z 1890 właścicielami tabularnymi dóbr we wsi byli Nussym Langsam (Rakowa I) i Naftali Tyb (Rakowa II), w 1897 Leizor Grumet, około 1904/1905 Jakub Grumet, w 1911 właścicielami tabularnymi byli Salomon Grumet, Meilech Reisla i Meller, a w drugiej dekadzie XX wieku figurował Jakub Grumet.
Pod koniec XIX wieku nauczycielem w Rakowej był Marian Szajna. Ze wsi pochodzi rodzina od strony ojca - prawnika i polityka - Adama Bodnara.
W okresie II Rzeczypospolitej wieś w powiecie sanockim województwa lwowskiego. Przed 1939 we wsi działał ochotnicza straż pożarna, czytelnia Proswity (licząca ok. 100 członków narodowości ukraińskiej). Na początku 1939 ludność Rakowej wynosiła około 1520 mieszkańców. W latach 1945–1946 nacjonaliści ukraińscy z OUN-UPA zamordowali tutaj 22 Polaków i 3 Ukraińców.

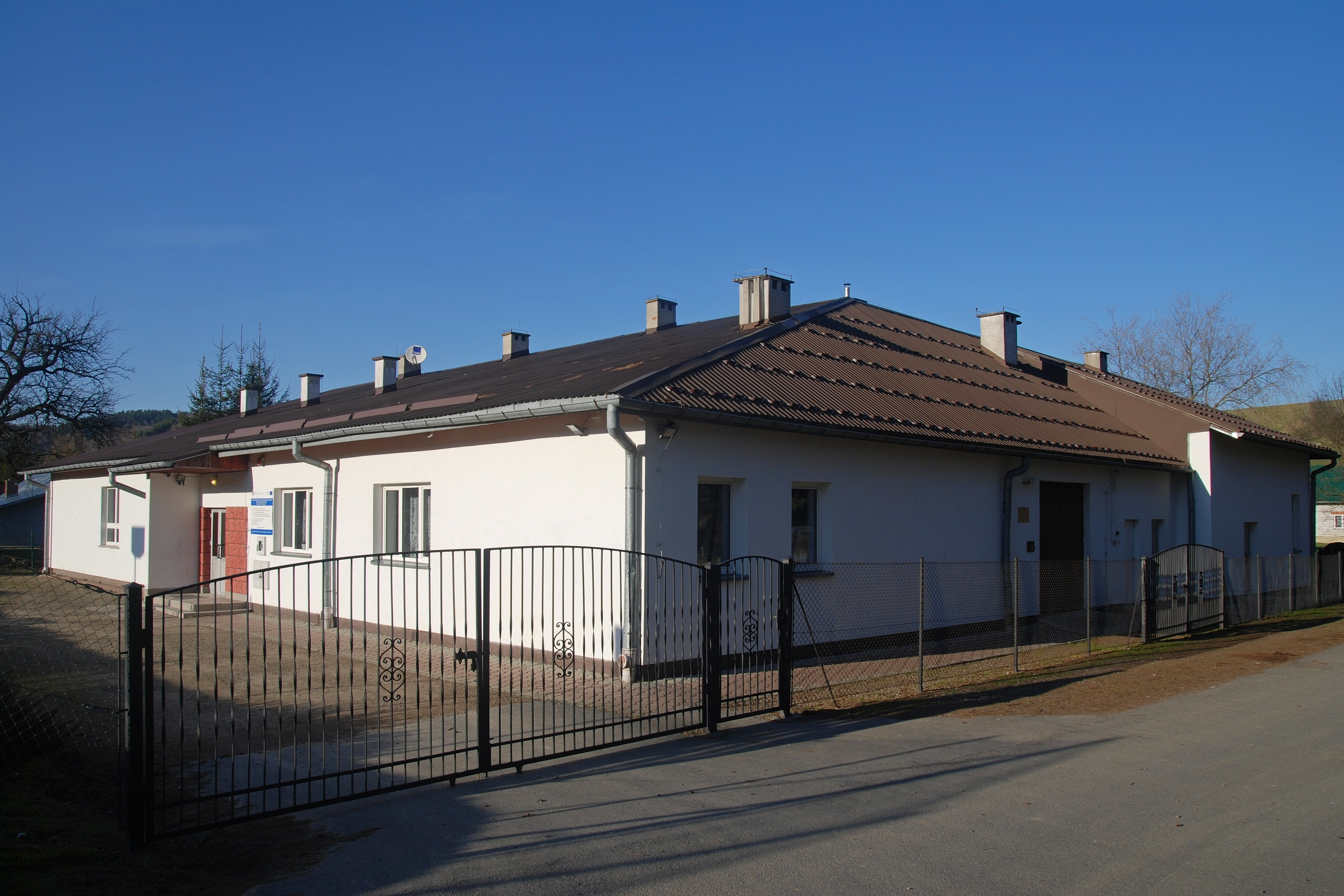
Szkoła
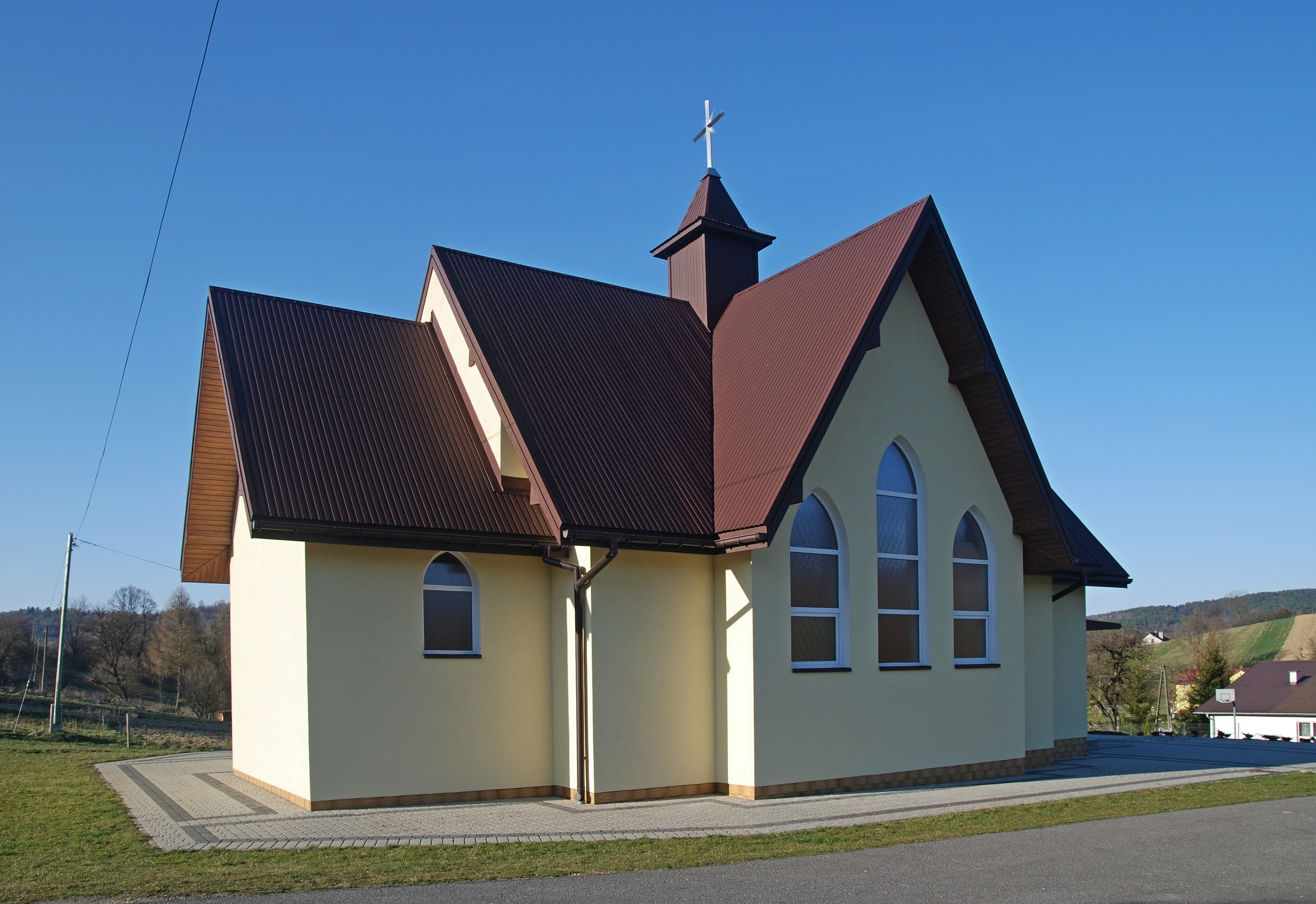
Kościół filialny
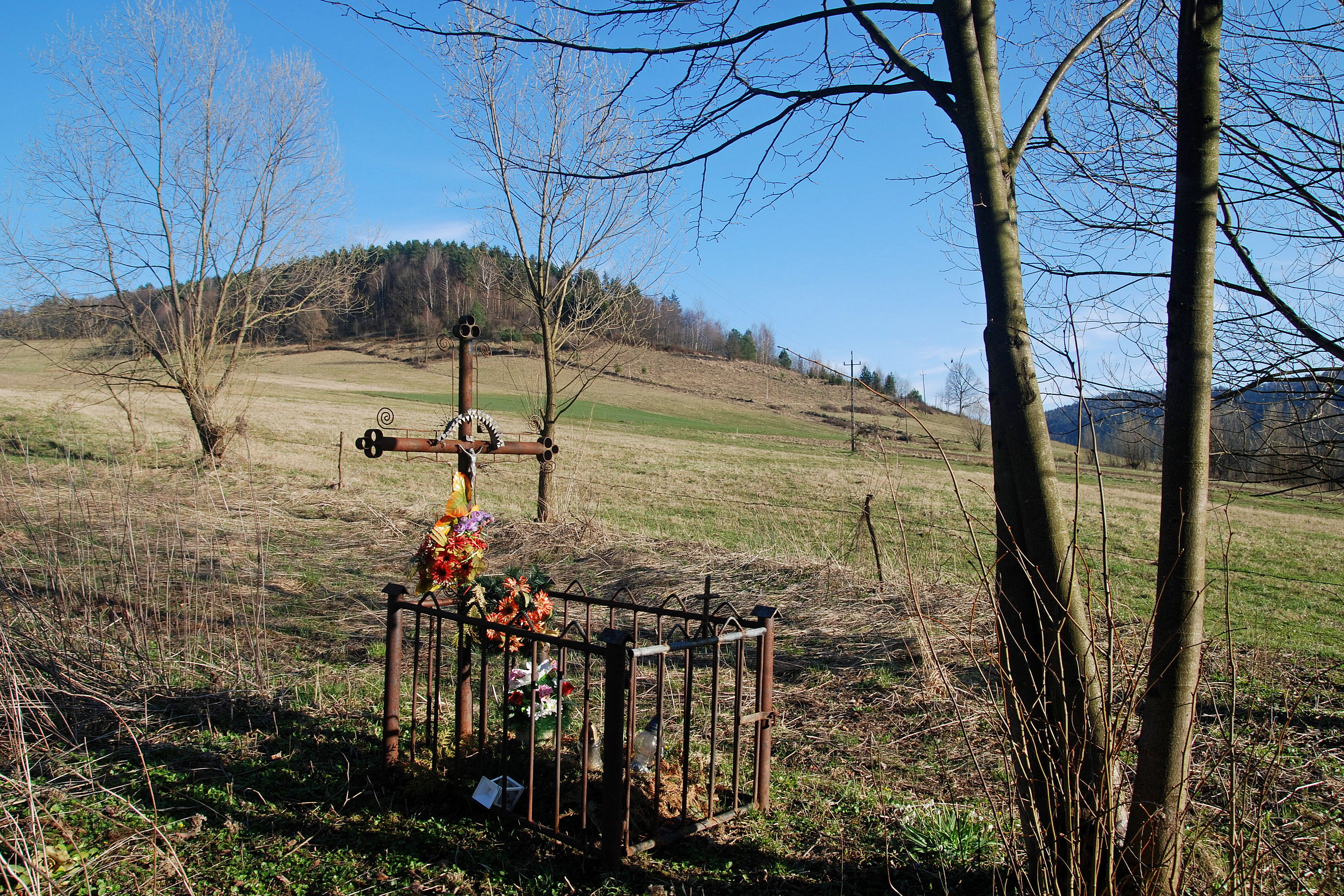
Cmentarz przycerkiewny

## Obiekty
We wsi znajduje się drewniana cerkiew greckokatolicka, po 1947 wykorzystywana jako kościół katolicki, obecnie opuszczona.
Dzięki ofiarności mieszkańców wioski oraz prywatnych sponsorów został wybudowany nowy kościół filialny pod wezwaniem Błogosławionego Jana Pawła II, należący do Parafii św. Mikołaja w Tyrawie Wołoskiej. 15.09.2012 odbyła się uroczystość konsekracji świątyni, której dokonał Arcybiskup Józef Michalik przewodniczący Konferencji Episkopatu Polski. 
W Rakowej funkcjonowało gimnazjum powołane uchwałą Rady Gminy z dnia 22 lutego 1999. Do szkoły uczęszczała młodzież z terenu gminy Tyrawa Wołoska aktualnie znajduje się tam Dom Dziennej Opieki dla seniorów.